# Rome contre Rome
Pour plus de détails, voir Fiche technique et Distribution.
Rome contre Rome ou Le Sorcier de l'Arménie (titre original : Roma contro Roma) est un film italien réalisé par Giuseppe Vari, sorti en 1964.

## Synopsis
Le centurion Gaio est envoyé en Asie Mineure pour enquêter sur le vol du trésor d’Arménie et la disparition de nombreux soldats romains.
Il arrive au moment où l'armée de Lucilio combat contre plusieurs tribus Arméniennes en révolte, commandées par Aderbal, un mystérieux et puissant pontife.
De tous les chefs de tribus, un seul Azer refuse de poursuivre la lutte contre les romains.
Un jour, Gayo se rendant chez Lutezio fait la connaissance de Rhama, une esclave hypnotisée par Aderbal. En la suivant, il découvre le refuge de ce dernier.

## Fiche technique
- Titre : Rome contre Rome ou Le Sorcier de l'Arménie
- Titre original : Roma contro Roma
- Réalisation : Giuseppe Vari
- Scénario : Ferruccio De Martino, Massimo De Rita, Piero Pierotti et Marcello Sartarelli
- Adaptation Française :Alain Baudry
- Version Française : S.i.c., Enregistrement au studio Kleber
- Production : Samuel Z. Arkoff
- Musique : Roberto Nicolosi
- Photographie : Gábor Pogány
- Pays d'origine :  Italie
- Format : Couleurs - Mono - 35 mm
- Genre : Action, Horreur
- Durée : 98 minutes
- Dates de sortie : 13 février 1964 en   Italie

## Distribution
- Ettore Manni (V.F : Michel Gudin)  : Gaio
- John Drew Barrymore  (V.F : Yvon Cazeneuve) : Aderbal
- Susy Andersen  (V.F : Sylviane Daudry) : Tullia
- Ida Galli  (V.F : Christiane Vallon) : Rhama
- Mino Doro  (V.F : Fernand Fabre) : Lutezio
- Ivano Staccioli  (V.F : Rene Berthier) : Sirion
- Philippe Hersent  (V.F : Bernard Charlan) : Azer
- Giulio Maculani : Satiro
- Harold Bradley : Hondo
- Andrea Checchi : un sénateur